# U.FL

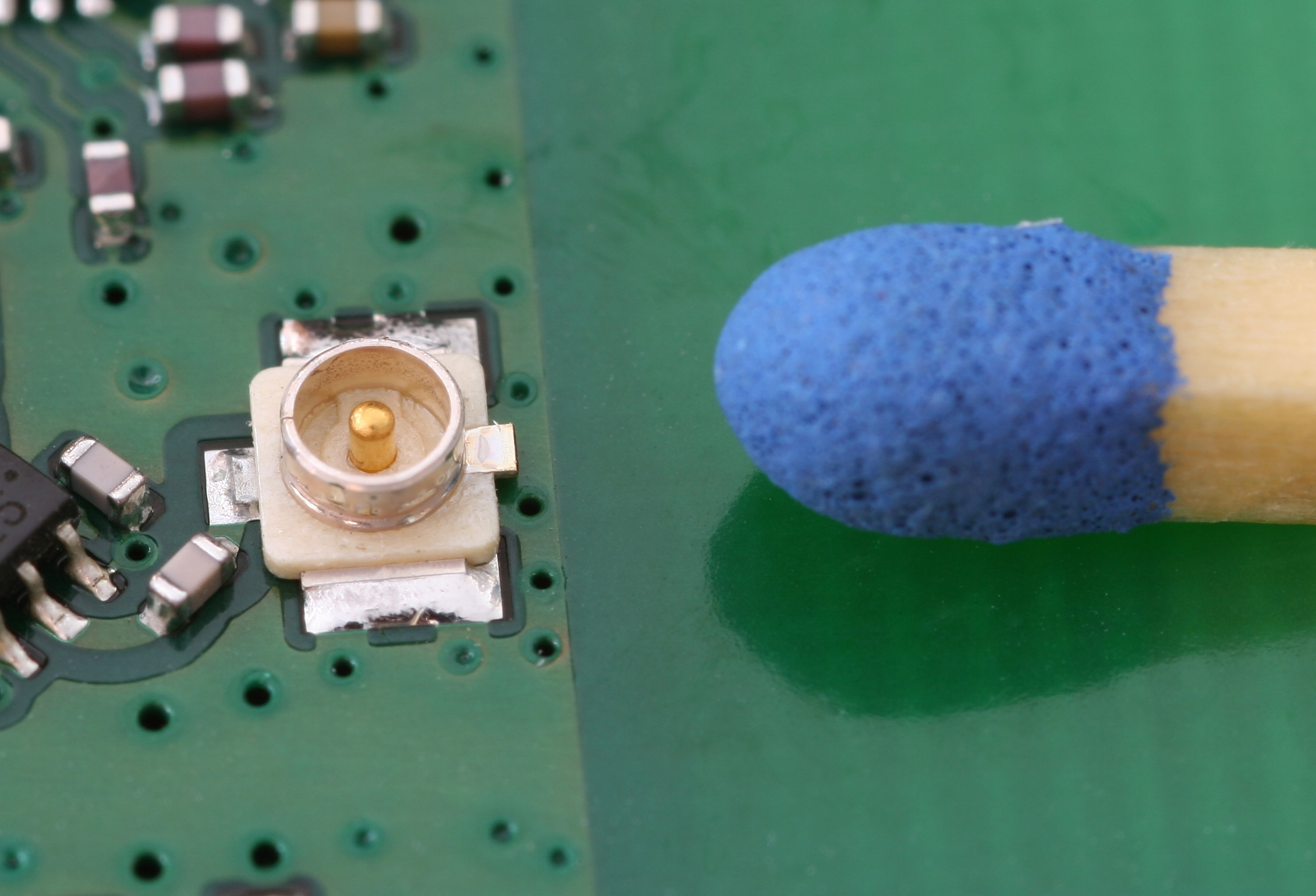
U.FL-Stecker auf einer Leiterplatte. Daneben der Kopf eines Streichholzes zum Größenvergleich

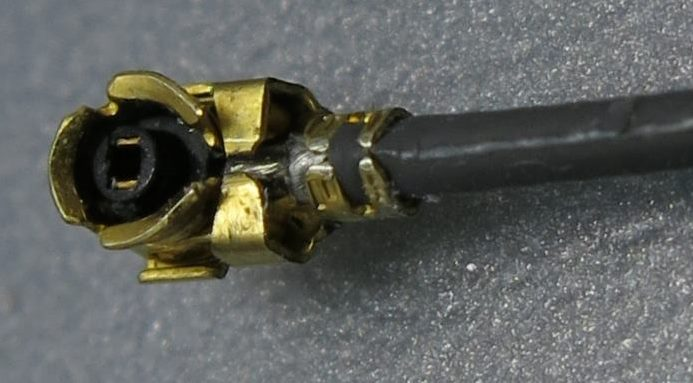
U.FL-Kabelbuchse

U.FL, auch IPEX, IPAX, IPX, AMC, MHF oder UMCC genannt ist ein Standard für Miniatur-HF-Steckverbinder für Hochfrequenzsignale bis zu 6 GHz von Hirose Electric.
Die Steckverbinder werden häufig in Anwendungen mit geringem Platzangebot verwendet, z. B. in Routern, WLAN-Modulen oder innerhalb von Laptops und Embedded-Systemen, um die WLAN-Antenne mit einer Leiterplatte zu verbinden.
Weibliche U.FL-Stecker sind nicht für wiederholten Gebrauch gedacht, sie sind nur für wenige Steckvorgänge spezifiziert. Die männlichen Stecker werden als SMD-Bauelemente direkt auf die Leiterplatte gelötet.
Die Verbinder haben eine Impedanz von 50 Ohm. Die gesteckte Verbindung ist nur 2,5 mm hoch und benötigt etwa 9 mm2 Fläche auf der Platine.
Die U.FL-Steckverbindung wurde Anfang der 1990er Jahre entwickelt. Ähnlich wie viele andere elektronische Komponenten war sie durch Patente geschützt.

## IPEX4 / MHF4

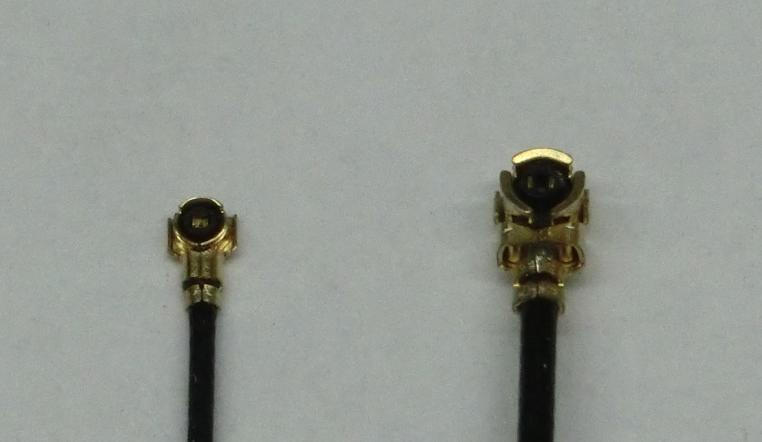
IPEX4 Kabelbuchse im Vergleich zu Standard-IPEX

Für den Einsatz auf platzsparenden WLAN- oder WWAN-Platinen für den M.2 Steckplatz kommen vermehrt Stecker zum Einsatz, die vom Aufbau her dem IPEX-Stecker entsprechen, aber nur etwa 2/3 des Durchmessers haben. Der Einsatz solcher extrem kleinen Stecker ist aus technologischer Sicht negativ, da die Dämpfung bei Signalen von 5 GHz (WLAN) auf dünnen Koaxialkabeln, wie sie für die Montage an IPEX-Kabelbuchsen verwendet werden, schon beim älteren Standard erheblich ist und mit dem neueren Stecker noch schlechter wird. Der durch die kleinere Bauart freiwerdende Platz bleibt bei den meisten Geräten, die M.2 WLAN-Karten einsetzen, ungenutzt.